# Mecodina
Mecodina é um gênero de traça pertencente à família Arctiidae.